# Jürgen Colin
Jürgen Colin (Utrecht, 20 gennaio 1981) è un ex calciatore olandese, di ruolo difensore.

## Carriera
Inizia la sua carriera professionistica con il PSV, dopo aver giocato per i dilettanti dell'HMS. Debutta in Eredivisie il 22 agosto 2001 nella vittoria per 3-2 contro l'FC Den Bosch. Gioca altre tre partite poi viene ceduto in prestito al KRC Genk, con il quale vince il campionato belga.
La stagione seguente viene nuovamente ceduto in prestito, stavolta al NAC Breda, con il quale gioca tutte le partite della stagione. Nel 2003-2004 torna al PSV, giocando 20 partite. Poco dopo passa al NAC Breda. Dopo la stagione 2004-2005 si trasferisce in Inghilterra al Norwich City, squadra che milita in Football League Championship. Nella stagione 2005-2006 parte titolare e poi perde il posto da terzino destro a vantaggio di Craig Fleming. Nella stagione successiva ritorna titolare, ma quando viene assunto il nuovo allenatore Peter Grant, perde il posto a vantaggio di Andy Hughes.
Nel luglio 2007 viene invitato ad allenarsi con l'Ajax per un periodo di prova. Al termine di questo periodo l'Ajax decide di acquistarlo e il 30 luglio Colin passa all'Ajax per 100000 €. Fa il suo debutto con l'Ajax nella Johan Cruijff Schaal, nella partita vinta per 1-0 sul PSV, questo è il suo secondo trofeo vinto. In campionato gioca poco e così nell'agosto 2008 si trasferisce in Spagna allo Sporting de Gijón, squadra che milita nella Primera División, firmando un contratto annuale. Comincia la stagione da titolare, perdendo il posto dopo la sconfitta per 1-7 contro il Real Madrid.
Il 25 agosto 2009 Colin passa a parametro zero all'RKC Waalwijk, in Eredivisie.

## Palmarès

### Club

#### Competizioni nazionali
- Campionato belga: 1

Genk: 2001-2002
- Supercoppa dei Paesi Bassi: 2

PSV: 2004
Ajax: 2008